# Sachkamiń (przystanek kolejowy)
Sachkamiń (ukr. Сахкамінь) – przystanek kolejowy w miejscowości Sachkamiń, w rejonie kamienieckim, w obwodzie chmielnickim, na Ukrainie. Położony jest na linii Chmielnicki – Kamieniec Podolski – Kelmieńce.